# Irineu Gassen
Dom Frei Irineu Gassen, O.F.M. (Santa Cruz do Sul, 24 de novembro de 1942) é um bispo católico brasileiro. É bispo emérito de Vacaria.

## Vida
Nasceu no dia 24 de novembro de 1942, na localidade de Formosa, futuro município do Vale do Sol. Filho de Arnoldo Gassen e de Erna Maria Finkler Gassen, Dom Irineu é o nono entre treze irmãos. 
Cursou a escola fundamental na Escola Comunitária, em sua terra natal. Em 1954 ingressou no Seminário Seráfico São Francisco, em Taquari, concluindo o Curso preparatório e os ensinos fundamental e médio.
Em 1962 ingressou na Ordem Franciscana, fazendo o Noviciado no Convento São Boaventura, de Daltro Filho,então município de Garibaldi, onde também realizou os estudos de Filosofia. Em 1965 fez o primeiro ano dos estudos de Teologia em Divinópolis, em Minas Gerais. Os outros três anos foram feitos no Seminário Maior Nossa Senhora da Imaculada Conceição, em Viamão.
No dia 2 de fevereiro de 1966, em Divinópolis, fez os Votos Perpétuos Solenes na Ordem Franciscana.
A Ordenação de Diaconato aconteceu em 2 de dezembro de 1967, na Paróquia São Francisco de Assis, em Porto Alegre,
sendo ordenado por Dom Edmundo Kunz. 

## Sacerdócio
Recebeu a Ordenação Sacerdotal aos 27 de julho de 1968 na Catedral de Santa Cruz do Sul, sendo Bispo Ordenante, Dom Alberto Etges. 
Seguiram-se alguns anos de atividade como Formador e Professor, no Seminário Menor em Taquari e em Daltro Filho. De setembro de 1976 a julho de 1978 realizou estudos no Ateneo Antoniano, em Roma, obtendo a Licenciatura em Teologia, com Especialização em Espiritualidade. 
Voltou então a trabalhar no Noviciado e no Seminário Menor. Em 1981 foi Pároco substituto na Paróquia São Francisco de Assis, em Porto Alegre. No ano seguinte trabalhou no Secretariado da Família Franciscana do Brasil, em Petrópolis. 
Em 1983 foi transferido para o Seminário Seráfico de Taquari, como Superior da Comunidade e como Reitor do Seminário de Ensino Médio. De 1984 a 1988 foi Superior da Comunidade e Reitor do Seminário, em Daltro Filho. Seguiram-se quatro anos como Reitor do Seminário para vocações adultas, em Agudo. 
Em 1992 voltou a Daltro Filho, agora como pároco, na Diocese de Caxias do Sul, auxiliando, também, nas atividades formativas do Noviciado.
De fevereiro de 1995 a dezembro de 1999 foi superior regional dos Frades e Pároco em Não-Me-Toque, na Diocese de Passo Fundo. Em janeiro de 2000 foi transferido para a Paróquia de Agudo, na Diocese de Cachoeira do Sul, onde foi Pároco. 
Foi eleito Superior dos Franciscanos do Rio Grande do Sul, em outubro de 2001, ministério em que permaneceu por seis anos. Terminado período foi reconduzido a Daltro Filho, como Pároco e auxiliar na Formação do Noviciado. 

## Episcopado
Foi nomeado pelo Papa Bento XVI para bispo da Diocese de Vacaria no dia 28 de maio de 2008.Foi ordenado bispo no dia 27 de julho de 2008, na Catedral de Santa Cruz do Sul pelo Cardeal Dom Cláudio Hummes e tomou posse na Catedral de Vacaria, no dia 24 de agosto de 2008.
Em 2011 foi escolhido como bispo referencial para a Juventude no Regional Sul-3 da CNBB.